# Lobocleta repletaria
Lobocleta repletaria är en fjärilsart som beskrevs av Wallker 1866. Lobocleta repletaria ingår i släktet Lobocleta och familjen mätare. Inga underarter finns listade i Catalogue of Life.